# Бертхолд (Ахалолфинги)
Бертхолд (на немски: Berthold) e граф в Швабия през 8 век и родоначалник на стария род Ахалолфинги.

## Биография
През 724 г. той основава бенедиктански манастир на остров Райхенау в Боденското езеро заедно с алеманския херцог Хнаби († 785/788) и мисионерския епископ Свети Пирмин († 753) в тогава нехристиянска Алемания.

## Деца
Бертхолд е баща на:
- Халалолф (Алахолф) († пр. 776), граф, основател на манастир Мархтал; ∞ Хилдиберга. Неговият правнук Хадалох I († 819) става маркграф на Фриули (817 – 819).